# Вебстервил (Вермонт)
Вебстервил (енгл. Websterville) насељено је место без административног статуса у америчкој савезној држави Вермонт.

## Демографија
По попису из 2010. године број становника је 550.
| Група             | 2000.    | 2010.       |
| Белци             | 0 (0,0%) | 525 (95,5%) |
| Афроамериканци    | 0 (0,0%) | 2 (0,4%)    |
| Азијати           | 0 (0,0%) | 0 (0,0%)    |
| Хиспаноамериканци | 0 (0,0%) | 17 (3,1%)   |
| Укупно            | 0        | 550         |